# Andrés Pérez Muñoz
Andrés Pérez Muñoz (Santiago, 4 de junio de 1983) es un músico, saxofonista, compositor y productor de jazz chileno. Como saxofonista de jazz ha sido miembro de Contracuarteto, del Ensamble Quintessence y de su propio quinteto llamado Andrés Pérez Quinteto. Se ha dado a conocer en los medios de comunicación chilenos por denunciar las irregularidades laborales de Horacio Saavedra mientras era director de la orquesta del Festival de Viña del Mar, por ser el creador del primer Real Book Chileno, y por tocar junto con Sting en el festival de Viña del Mar 2011.
Fue parte del consejo directivo de la Sociedad de Autores e intérpretes de Chile SCD durante 2016 a 2018 y parte del Consejo del fomento de la música nacional ( MINCAP) 2016 a 2019. Se postuló a la elección de constituyentes de 2021, por el distrito de 10, sin lograr ser elegido.

## Carrera
Desde muy joven mostró interés por la pintura y las artes, participando a la edad de 6 años del proyecto educacional Kaputt, donde estudió pintura hasta cumplir los 12 años, cuando ingresó a la Escuela de Música de la Corporación Municipal de Conchalí (CORESAM) Conchalí Big Band, dirigida por el maestro Gerhard Mornhinweg. En esta escuela, especializada en jazz, desarrolló el lenguaje jazzístico y popular en el saxofón tenor y el clarinete.
Fue formado por el legendario saxofonista alto Carmelo Bustos (director musical de la Orquesta Huambaly hasta su deceso), dirigido por el trompetista Gerhard Mornhinweg en la orquesta de músicos adolescentes (1997-2002) y lanzado a la escena definitivamente por Roberto Lecaros (2001).
Junto con otros saxofonistas jóvenes como Agustín Moya, Andrés Pérez apareció en la escena musical chilena a comienzos de la década de 2000 gracias a su participación en la Conchalí Big Band. Considerado como poseedor de un sonido y expresividad en el saxofón tenor que se acercaba a los clásicos boppers de los años 1950. Así lo consideró también el brasileño Ed Motta, quien en 2004 reclutó al chileno y lo llevó a Río de Janeiro para incorporarlo a su banda pop psicodélica.
Con Lecaros profundizó en el lenguaje de los jazztets bop reducidos y tocó por primera vez en el Club de Jazz. Luego se abrió hacia proyectos variados de música pop actuando en secciones de bronces de bandas como Feria, LaMonArt y Octopus King, y más tarde se unió a la big band The Universal Orchestra de Juan Azúa. En 2006 integró el cuarteto del destacado bajista Christian Gálvez, la Orquesta de Tito Francia, la Orquesta del maestro Óscar Véliz y las Orquestas de Televisión y del Festival de la Canción de Viña del Mar del maestro Horacio Saavedra, donde continuó trabajando como músico de sesión. También fue sideman de la cantante Nené Lecaros y al mismo tiempo fue segundo tenor en el Ensamble Quintessence.
Junto con el saxofonista alto Cristián Gallardo y los hermanos Roberto Carlos Lecaros y Félix Lecaros en contrabajo y batería respectivamente, formó el grupo Contracuarteto, que cuenta con la ausencia de piano o de cualquier otro instrumento armónico. Con ellos Andrés estrenó sus composiciones más modernas tales como ("Decepción", "Tres minutos en la realidad", "Atenalp", "Bipolaridad").
En 2007 tocó en el Festival Internacional DrumFest 2007 (Backstage), junto con Rick Latham, Max Furiann y Horacio “el negro” Hernández. Además participó de varios conciertos y jams en Río de Janeiro. También participó en TEMPO (Fondos de la Música 2007), programa de televisión del Canal 13 cable dedicado al jazz chileno estrenado durante el segundo semestre de 2008. Como también en el documental Jazz_cl. En 2008 fue nominado a los Premios Altazor como mejor ejecutante. En 2009 creó su primer quinteto, con Cristián Gallardo (saxo alto), Mauricio Rodríguez (guitarra), Marcelo Córdova (contrabajo) y Carlos Cortés (batería), para el que compuso obras de temática urbana como "Bandera 1940", "Mapocho actual", "Santiago 7 PM" o "Imágenes", que fueron publicadas en el disco Santiago vivo (2010).
En 2011 fue invitado a tocar junto con Sting en el Festival de Viña del Mar 2011, en lo que ha sido considerado como una de las mejores presentaciones de la historia del festival.
También ha trabajado como sesionista en diversos discos y DVD: Ensamble Quintessence, Andrea Tessa, Valentín Trujillo y Pedro Amat Trujillo, Raiza, Grupo Feria, Luis Jara, José Alfredo Fuentes, The Universal Orchestra, La Tropa, C-Funk, De Kiruza, Vandá, Funk Attack, Chancho en Piedra, Verde Violeta y Pedro Foncea, entre otros.

## Real Book Chileno
En 2012 se publicó el primer Real Book Chileno; libro de partituras de composiciones de jazz y fusión chilenas, recopiladas y gestionadas por Andrés Pérez.
"Es un rescate de la música y el patrimonio intelectual de los músicos. Partió en el presente y de ahí me fui para atrás. La razón es que en diez años apareció una generación completa, que compone bellísimo. Mi percepción fue rescatar e inmortalizar en un documento que sirva para ahora y para el futuro. Ahí salió la idea de hacer un real book, porque faltaba en Chile ese material. El jazz en Chile registra grabaciones desde 1925, con el trabajo de Pablo Garrido. Pero recién a partir de la década del ochenta hay una tradición de composición y grabación más sistemática. Antes era todo muy esporádico, cada cinco años aparecía algo interesante. La historia del jazz en Chile ha sido una historia de intérpretes, de grandes intérpretes. Incluso todavía hay algunos que no graban sus discos. Hay gente que hay que redescubrir, como Omar Nahuel, un tremendo pianista de Valparaíso que fue uno de los revolucionarios del jazz local, que rompió con la formalidad del swing o el bop. Junto a él estaba el saxofonista Patricio Ramírez, quien se atrevió a hacer una composición original en un disco. El tema se llama Perdido, y la grabó con Nahuel en los años 60"
Entre la lista de compositores incluidos en el recuento, está la dinastía de los hermanos Lecaros (Roberto, Pablo y Mario), el arreglador Juan Azúa, el gran guitarrista penquista Edgardo Sánchez legendario pianista Valentín Trujillo, Cristián Cuturrufo, Cristián Gálvez y Antonio Restucci. Además, aparecen músicos olvidados, como Manuel Villarroel, un pianista que vive en París hace 40 años, y Matías Pizarro, quien fue uno de los primeros en grabar un disco de fusión, Pelo de rata (1973).

## Festival de Jazz a la Vega
Andrés Pérez junto al artista visual Senaquerib Astudillo y el Colectivo Mapocho, crean el 1.er Festival de Jazz a la vega. El desarrollo del proyecto “Jazz a la Vega” repercute en la valoración de los espacios públicos, rescatando el patrimonio tangible e intangible de La Vega y del Barrio Mapocho para que sus habitantes, residentes y vecinos gocen, usen y habiten en un entorno integrador, aportando a la socialización del espacio común; contribuyendo a mejorar la imagen, accesos y actividades que ahí se ofrecen. como la solución cultural evidente para llenar la indiscutible necesidad de esparcimiento y expresión de esta zona de Santiago.  Respecto a la trayectoria del festival, convocó a 1500 personas en su primera versión, y se pretende aumentar el número de asistentes cada año. En relación, a los artistas que han estado y estarán presente en "Jazz a la Vega" detallamos sus nombres: Primer Festival Jazz a la Vega 2011(25 -26 NOV) versión contamos con la presencia de; Valentín Trujillo, Moca:Jazz Killer, Conchalí Big Band, Jazzimodo, Andrés Pérez Quinteto. Segunda Versión Festival Jazz a la Vega 2012 (15-16 - NOV); Daniel Lencina, Rodrigo González Cuarteto, Pancho Aranda Trío, Santiago Downbeat,  y Carl Hammond Big Band.
Para el 2013 se espera la tercera versión.

## Denuncia contra Horacio Saavedra
Pérez fue protagonista de la polémica denuncia de irregularidades laborales en 2010 sobre el director de la Orquesta del Festival de Viña del Mar por más de 30 años, Horacio Saavedra, denunciando irregularidades ante la Sociedad Chilena del Derecho de Autor:
Ópera El viaje de la garza Andrés
Andrés Pérez Muñoz fue convocado por el Teatro Educativo de las Artes de Panguipulli para crear una obra inédita, inspirada en el paisaje sonoro de la ciudad de Panguipulli. Esta Opera se estrena el 12 noviembre del año 2024 en el marco  de la NÓM Nueva Ópera y música TEAP ( Panguipulli). La obra tiene participación de destacados artistas internacionales como el maestro Carl Hammond en la co- composición , arreglos y dirección de orquesta, y desde Argentina la cantora Beatriz Pichimalen y los bailarines Boris Zambrano, Daniela Vselko, Antonella Marconni y Lautaro Muñiz.

## Discografía

### Andrés Pérez Quinteto
- Santiago vivo (2010 - Discos Pendiente)
- Fragilidad indestructible ( Discográfica del Sur)

### Contracuarteto
- Contracuarteto (2007 - Autoedición)
- Sinestesia (2011 - Edición independiente)
- La geometría del aire ( 2018 - Animales en la vía)

### Mapocho Orquesta
- Cicatriz (2017 - Discográfica del Sur)
- Mapocho Vivo ( 2018 - Edición independiente )
- El valor de lo nuestro ( 2023)